# Хабибуллаев, Пулат Киргизбаевич
Пула́т Киргизба́евич Хабибулла́ев (14 октября 1936, колхоз им. В. И. Ленина, Асакинский район, Андижанская область, Узбекская ССР — 7 февраля 2010, Ташкент) — советский и узбекский физик, государственный деятель, Председатель Президиума Верховного Совета Узбекской ССР (1988—1989), заместитель Председателя Президиума Верховного Совета СССР (1988—1989).

## Биография
В 1960 году окончил Среднеазиатский государственный университет. В 1964 году защитил диссертацию на соискание учёной степени кандидата физико-математических наук (г. Москва), а в 1971 году — на соискание учёной степени доктора физико-математических наук (г. Новосибирск), профессор, академик Академии наук Республики Узбекистан, член-корреспондент Российской академии наук (до 1991 года АН СССР).
Организатор науки:
- заведующий кафедрой «Оптика» Национального Университета Узбекистана (1992—1994)
- ректор Андижанского института хлопководства (1972—1975)
- заведующий отделом науки и учебных заведений ЦК КП Узбекистана (1975—1978)
- вице-президент Академии наук УзССР (1978—1984)
- директор института Ядерной физики (1978—1988)
- руководитель отдела теплофизики Академии Наук Республики Узбекистан (с 1989 года).

В 1984—1988 годах — президент Академии наук Узбекской ССР.
В 1985—1988 годах — председатель Верховного Совета Узбекской ССР.
В 1988—1989 годах — председатель Президиума Верховного Совета Узбекской ССР, заместитель Председателя Президиума Верховного Совета СССР.
В 1990—1994 годах — председатель Комитета по международным делам Верховного совета Узбекистана.
В 1994—2002 годах — председатель Государственного комитета по науке и технике Республики Узбекистан.
В 2002—2006 годах — директор Центра по науке и технологиям при Кабинете Министров Республики Узбекистан.
По 2010 год — руководитель Отдела теплофизики Академии наук Республики Узбекистан.
Депутат Верховного Совета СССР 11 созыва.

## Научная деятельность
Основные исследования — по акустической спектроскопии, физической и квантовой акустике, нанофизике и физике мягких систем, нелинейной оптике и лазерной термохимии, суперионных проводников и квантово-размерных систем, ядерной физике и радиационного материаловедения, нелинейной динамике и хаоса, физико-химии изотопов и лазерного фотосинтеза и др.
Им впервые исследована молекулярная природа релаксационных процессов в мягких средах при распространении продольных и поперечных акустических волн от (103 Гц) до самых высоких (1010 Гц) частот, что позволило установить молекулярное упорядочение в наномасштабе и дать его объяснение с позиции термодинамики неравновесных систем.
Является основоположником новых научных направлений: физика мягких сред и суперионных проводников, где мезоскопичность состояния и кластерообразование становятся существенными.
Под руководством П. К. Хабибуллаева проведен цикл исследований влияния радиационного поля в активной зоне реактора на теплофизические, электрофизические и механические свойства конструкционных материалов ядерного реактора и термоядерных установок. Он и его ученики развили ядерно-физические методы измерения профиля концентрации и энергетических спектров продуктов взаимодействия ускоренных ионов и нейтронов с растворенным в материале водородом, необходимые в решении задач материаловедения для водородной, ядерной и термоядерной энергетики. Развиты направления по производству и применению радиоактивных изотопов (фосфор-32 и фосфор-33), предложена технология и выпущены препараты для диагностики инфекционных заболеваний.
Автор более 500 научных работ и 15 монографий, 4 из которых (P.K.Khabibullaev, E.V.Gevorkian, A.S.Lagunov «Rheology of Liquid Crystals» Allerton Press, New York, (1994), P.K.Khabibullaev, B.G.Skorodumov «Determination of Hydrogen in materials» Springer-Verlag, Berlin (1985), F.Abdullaev, S.Darmanyan, P.K.Khabibullaev «Optical Solitons» Springer-Verlag, Berlin (1993), P.K.Khabibullaev, A.A.Saidov «Phase separation in Soft Matter Physics» Springer-Verlag, Berlin (2003), изданы в зарубежных издательствах. Такие как «Физика мягких систем» Ташкент, ФАН, (1998), «Электростатическая модель кластерного иона и термодинамические параметры реакций кластерообразования», Ташкент, ФАН, (1985), «Физика» 7-синф курси, Ташкент, Узбекистон Миллий энциклопедия Давлат илмий нашриёти (2005) и другие изданы в Узбекистане. П. К. Хабибуллаев подготовил свыше 200 кандидатов и 40 докторов наук.
Главный редактор «Узбекского физического журнала», член редколлегии «Акустического журнала» РАН и ряда известных научных журналов.

## Научные звания и награды
- Академик АН Республики Узбекистан (1984)
- Член-корреспондент РАН (1984)
- Академик АН Исламских стран
- Иностранный член Пакистанской АН
- Академик Академии технологических наук РФ
- Академик Международной Академии электротехнических наук
- Академик Международной Академии высшей школы
- Действительный член Индийского Научного Общества материаловедов
- Дважды лауреат золотой медали Всемирной Организации интеллектуальной собственности (WIPO)

## Государственные звания и награды
Лауреат Государственной премии Узбекской ССР им. Беруни (1987), удостоен почётного звания «Заслуженный деятель науки Республики Узбекистан», награждён орденом «Мехнат шухрати», орденом «Знак Почёта» и двумя орденами «Трудового Красного Знамени» (СССР). Почетный гражданин г. Ла-Пас (Боливия, 1988 г.) и г. Литл-Рок (США, 1993 г.).
Имя академика Академии наук Республики Узбекистан, член-корреспондента Российской Академии наук Пулата Хабибуллаева присвоено физическому факультету Национального университета Республики Узбекистан.